# Лидија Стевановић
Лидија Стевановић (Барајево, 1958) српска је глумица. Глумила је у више позоришних представа, као и на филму и телевизији.

## Биографија
Гимназију и Академију уметности, одсек глума завршила је у Новом Саду.
Првакиња је драме Српског народног позоришта, где је члан ансамбла од 1989. године. Била је и у ансамблима Народног позоришта, Сомбор, (1985), КПГТ, Суботица (1987—1988), Позоришта „Душко Радовић“ у Београду.(1989)
Била је директор драме Српског народног позоришта.

## Награде и признања
- Стеријине награде за глумачко остварење
- Награда “Зоран Радмиловић“
- Награда ТВ Новости и града Зајечара
- Годишње награде СНП-а
- Награда на Сусрету војвођанских позоришта

## Театрографија
- Јелица, Јован Стерија Поповић: „Лажа и паралажа“, режија Егон Савин;
- Јелисавета Протић, Љубомир Симовић: „Путује позориште Шопаловић“, режија Егон Савин;
- Попадија Перса, Стеван Сремац: „Поп Ћира и поп Спира“, режија Милан Караџић;
- Симка, Бранислав Нушић: „Ожалошћена породица“, режија Дејан Мијач;
- Маријана, Вилијам Шекспир: „Мера за меру“, режија Дејан Мијач;
- Ина, Н. Кољада: „Мурлин Мурло“, режија Радослав Миленковић;
- Катица, Јован Стерија Поповић: „Кир Јања“, режија Љубослав Мајера;
- Даница Чворовић, Душан Ковачевић: „Балкански шпијун“, режија Владимир Лазић;
- Анчица, Јован Стерија Поповић: „Покондирена тиква“, режија Ксенија Крнајски;
- дадиља, Вилијам Шекспир: „Ромео и Јулија“, режија Предраг Штрбац;
- Марија, Албер Ками: „Неспоразум“, режија Радослав Миленковић

## Улоге
| Год.     | Назив                                 | Улога              |
| -------- | ------------------------------------- | ------------------ |
| 1980.-те |                                       |                    |
| 1985.    | Буња (ТВ)                             | Либуса             |
| 1985.    | Живот је леп                          | Црвенокоса путница |
| 1986.    | Посљедњи скретничар узаног колосијека | Штака              |
| 1988.    | Бруклин — Гусиње (ТВ)                 |                    |
| 1988.    | Дечји бич (ТВ)                        |                    |
| 1988.    | Попут листа (ТВ)                      | Оља                |
| 1989.    | Тако се калио челик                   |                    |
| 1990.-те |                                       |                    |
| 1995.    | Дупе од мрамора                       | Ружа               |
| 2000.-те |                                       |                    |
| 2004.    | Мемо                                  | Ружа               |
| 2006.    | Љубав, навика, паника (серија)        | Олга               |
| 2006.    | Оптимисти                             | Перина жена        |
| 2007.    | Мера за меру                          | Маријана           |
| 2010.-те |                                       |                    |
| 2012.    | Топли зец                             |                    |
| 2013.    | Одумирање                             | супруга            |